# Brodovlje Kraljevske jugoslavenske ratne mornarice
Ovo je popis ratnih brodova koji su bili u sastavu flote Kraljevske jugoslavenske ratne mornarice.

## Krstarica

### Klasa Gazelle
| Ime       | Slika | Izgrađen                                                            | Brodogradilište   | Sudbina |
| --------- | ----- | ------------------------------------------------------------------- | ----------------- | ------- |
| Dalmacija |       | Kobilica: 1898. Porinuta: 18. srpnja 1899. Predana: 25. lipnja 1900 | A.G. Weser Bremen |         |

## Razarači

### Klasa Beograd
| Ime       | Slika | Izgrađen | Brodogradilište                  | Sudbina                                             |
| --------- | ----- | -------- | -------------------------------- | --------------------------------------------------- |
| Beograd   |       | 1938.    | Chantiers de la Loire, Francuska | Zarobljen od strane Talijana, a kasnije i Nijemaca. |
| Zagreb    |       | 1939.    | Jadransko brodogradilište Split  | Potopljen kako ne bi pao u ruke Talijanima.         |
| Ljubljana |       | 1939.    | Jadransko brodogradilište Split  | Zarobljen od strane Talijana.                       |

### Ostali
| Ime       | Slika | Izgrađen | Brodogradilište | Sudbina                                             |
| --------- | ----- | -------- | --------------- | --------------------------------------------------- |
| Dubrovnik |       |          |                 | Zarobljen od strane Talijana, a kasnije i Nijemaca. |
| Split     |       |          |                 |                                                     |

## Torpedni brodovi, čamci i torpiljarke

### Klasa Tb74
| Ime | Slika | Izgrađen | Brodogradilište | Sudbina |
| --- | ----- | -------- | --------------- | ------- |
| T-1 |       |          |                 |         |
| T-2 |       |          |                 |         |
| T-3 |       |          |                 |         |
| T-4 |       |          |                 |         |

### Klasa Tb82F
| Ime | Slika | Izgrađen | Brodogradilište | Sudbina |
| --- | ----- | -------- | --------------- | ------- |
| T-5 |       |          |                 |         |
| T-6 |       |          |                 |         |
| T-7 |       |          |                 |         |
| T-8 |       |          |                 |         |

### Klasa Kaiman
| Ime  | Slika | Izgrađen | Brodogradilište | Sudbina       |
| ---- | ----- | -------- | --------------- | ------------- |
| T-9  |       | 1907.    |                 | Otpisan 1924. |
| T-10 |       | 1907.    |                 | Otpisan 1924. |
| T-11 |       | 1909.    |                 | Otpisan 1926. |
| T-12 |       | 1906.    |                 | Otpisan 1924. |

### Klasa Orjen
| Ime         | Slika | Izgrađen | Brodogradilište | Sudbina |
| ----------- | ----- | -------- | --------------- | ------- |
| Orjen       |       |          |                 |         |
| Velebit     |       |          |                 |         |
| Dinara      |       |          |                 |         |
| Triglav     |       |          |                 |         |
| Suvobor     |       |          |                 |         |
| Rudnik      |       |          |                 |         |
| Kajmakčalan |       |          |                 |         |
| Durmitor    |       |          |                 |         |

### Klasa Uskok
| Ime    | Slika | Izgrađen | Brodogradilište | Sudbina |
| ------ | ----- | -------- | --------------- | ------- |
| Uskok  |       |          |                 |         |
| Četnik |       |          |                 |         |

## Podmornice

### Klasa Hrabri
| Ime     | Slika | Izgrađen | Brodogradilište | Sudbina |
| ------- | ----- | -------- | --------------- | ------- |
| Hrabri  |       |          |                 |         |
| Nebojša |       |          |                 |         |

### Klasa Osvetnik
| Ime      | Slika | Izgrađen | Brodogradilište | Sudbina |
| -------- | ----- | -------- | --------------- | ------- |
| Osvetnik |       |          |                 |         |
| Smeli    |       |          |                 |         |

## Lovci mina / minopolagači

### Klasa Minensuchboot 1916
| Ime     | Slika | Izgrađen                                             | Brodogradilište          | Sudbina                    |
| ------- | ----- | ---------------------------------------------------- | ------------------------ | -------------------------- |
| Galeb   |       | Porinut: 23. svibnja 1918. Predan: 16. lipnja 1918.  | Tecklenborg Geestermünde | Zarobili ga Talijani 1941. |
| Jastreb |       |                                                      | Tecklenborg Geestermünde | Zarobili ga Talijani 1941. |
| Orao    |       | Porinut: 28. ožujka 1918. Predan: 21. travnja 1918.  | Tecklenborg Geestermünd  | Zarobili ga Talijani 1941. |
| Sokol   |       | Porinut: 19. ožujka 1919. Predan: 20. lipnja 1919.   | Neptun Rostock           | Zarobili ga Talijani 1941. |
| Kobac   |       | Porinut: 10. rujna 1918. Predan: 25. listopada 1918. | Neptun Rostock           | Zarobili ga Talijani 1941. |
| Gavran  |       | Porinut: 8. srpnja 1918. Predan: 21. ožujka 1919.    | Reihersteig Hamburg      | Zarobili ga Talijani 1941. |

### Ostali
| Ime      | Slika | Izgrađen | Brodogradilište | Sudbina |
| -------- | ----- | -------- | --------------- | ------- |
| Malinska |       |          |                 |         |
| Mljet    |       |          |                 |         |
| Meljine  |       |          |                 |         |
| Marjan   |       |          |                 |         |
| Mosor    |       |          |                 |         |

## Matični brodovi

### Za podmornice
| Ime     | Slika | Izgrađen | Brodogradilište | Sudbina |
| ------- | ----- | -------- | --------------- | ------- |
| Hvar    |       |          |                 |         |
| Sitnica |       |          |                 |         |

### Za zrakoplove
| Ime  | Slika | Izgrađen | Brodogradilište         | Sudbina   |
| ---- | ----- | -------- | ----------------------- | --------- |
| Zmaj |       |          | Deutsche Werft, Hamburg | Zarobljen |

## Tegljači
| Ime      | Slika | Izgrađen | Brodogradilište | Sudbina |
| -------- | ----- | -------- | --------------- | ------- |
| Jaki     |       |          |                 |         |
| Silni    |       |          |                 |         |
| Snažni   |       |          |                 |         |
| Ustrajni |       |          |                 |         |
| Marljivi |       |          |                 |         |
| Moćni    |       |          |                 |         |

### Riječni
| Ime   | Slika | Izgrađen | Brodogradilište | Sudbina |
| ----- | ----- | -------- | --------------- | ------- |
| Šabac |       |          |                 |         |
| Sisak |       |          |                 |         |
| Cer   |       |          |                 |         |

## Jahte
| Ime       | Slika | Izgrađen | Brodogradilište | Sudbina |
| --------- | ----- | -------- | --------------- | ------- |
| Beli Orao |       |          |                 |         |
| Vila      |       |          |                 |         |
| Dragor    |       |          |                 |         |

## Poveznice
- Kraljevska jugoslavenska ratna mornarica